# We Love You (Combichrist)
We Love You è il settimo album del gruppo musicale norvegese Combichrist. È stato pubblicato nel 2014 dalla Metropolis Records.

## Tracce
1. We Were Made to Love You – 3:50
2. Every Day is War – 3:57
3. Can't Control – 4:10
4. Satan's Propaganda – 2:41
5. Maggots At the Party – 4:12
6. Denial – 3:49
7. The Evil in Me – 4:03
8. Fuck Unicorns – 3:05
9. Love Is a Razorblade – 3:20
10. From My Cold Dead Hands – 4:18
11. We Rule the World, Motherfuckers – 4:54
12. Retreat Hell Pt. 1 – 4:37
13. Retreat Hell Pt. 2 – 8:49

Tracce Deluxe edition
1. The Plan (Live in Russia) – 7:00
2. Confrontation – 6:37
3. Skull Breaker – 7:11
4. Riot Station – 4:44
5. Norwega – 3:37
6. The King Has Spoken – 5:11